# سامويل تارلي
سامويل تارلي (بالإنجليزية: Samwell Tarly)‏ هو شخصية خيالية في سلسلة روايات الخيال الفنتازيا الملحميّة أغنية الجليد والنار للمؤلف الأمريكي جورج آر. آر مارتن، وفي المسلسل التلفزيوني صراع العروش، حيث جسد الشخصية الممثل الإنجليزي جون برادلي.
تم تقديم سامويل في لعبة العروش (1996)، وهو الابن الأكبر للورد راندل تارلي من هورن هيل وزوجته الليدي ميليسا فلورنت. كان سامويل جبانًا معلنًا عن نفسه ويحب الكتب والأغاني، وأجبره والده على التخلي عن حقه في الميراث والانضمام إلى حرس الليل حتى يتمكن شقيقه الأصغر من أن يصبح وريثًا لهورن هيل. أثناء وجوده في الجدار، التقى بجون سنو وسرعان ما أصبح أقرب صديق وحليف له. ظهر سامويل لاحقًا في الكتاب الثاني صدام الملوك (1998) قبل أن يصبح شخصية وجهة نظر في الكتاب الثالث عاصفة السيوف (2000) والكتاب الرابع وليمة للغربان (2005).